# Bordás Beatrix
Bordás Beatrix (Dunaújváros, 1992. augusztus 1. –) magyar úszó.

## Pályafutása
2009 júliusában a világbajnokságon Rómában az 50 méteres pillangóúszásban összesítve a 35. helyen végzett.
2009 decemberében a rövid pályás úszó-Európa-bajnokságon Isztambulban az 50 méteres pillangóúszásban összesítve a 18. lett.
2010 augusztusában a Budapesten rendezett Európa-bajnokságon 50 méteres pillangóúszásban összesítésben a 14., 100 méteres pillangóúszásban pedig összesítve a 24. lett.
2010-ben sérülései és műtétei miatt abbahagyta a versenysportot, majd 2016-ban úgy döntött, hogy visszatér.
2017 novemberében a rövid pályás úszó országos bajnokságon Százhalombattán az 50 méteres pillangóúszásban aranyérmes lett, szerzett még egy ezüstérmet is, valamint három egyéni csúcsot úszott. Ezzel sikerült bekerülnie a koppenhágai, rövid pályás Európa-bajnokságra utazó magyar csapatba.
2017 decemberben a rövid pályás úszó-Európa-bajnokságon Koppenhágában 50 méteres gyorsúszásban összesítve a 29., 50 méteres pillangóúszásban összesítve a 15. lett, 100 méteres pillangóúszásban pedig összesítve a 34. helyen végzett. A női 4 × 50 méteres gyorsváltóval (Gyurinovics Fanni, Verrasztó Evelyn és Szilágyi Liliána csapattársaként) 7., míg a női 4 × 50 méteres vegyesváltóval (Verrasztó Evelyn, Sebestyén Dalma és Gyurinovics Fanni csapattársaként) összesítve a 12. lett. A vegyes 4 × 50 méteres gyorsváltóval (Lobanovszkij Maxim, Takács Krisztián és Gyurinovics Fanni csapattársaként) összesítésben a tizenegyedik, míg a vegyes 4 × 50 méteres vegyesváltóval (Szentes Bence, Sebestyén Dalma és Lobanovszkij Maxim csapattársaként) összesítve a 13. helyen végzett.
A 2019-es úszó-világbajnokságon 50 méteres pillangóúszásban a 29.helyen végzett.

## Díjai
2008 júniusában a Fejér Megyei Hírlap Aranyalma díját kapta meg.

## Rekordjai
50 m pillangó
- 27,19 (2007. július 22., Antwerpen) országos csúcs
- 26,43 (2008. augusztus 3., Belgrád) országos csúcs[17]
- 26,14 (2018. április 22., Székesfehérvár) országos csúcs[18]

50 m pillangó (rövid pálya)
- 27,00 (2007. december 14., Debrecen) országos csúcs